# 池田寅之進
池田 寅之進 (いけだ とらのしん、生年不詳 - 文久元年3月4日（1861年4月13日）) とは、幕末の土佐藩士。
文久元年 (1861年) 3月4日の夜、弟の中平忠次郎が上士の山田広衛と益永繁斎に殺害されたと友人の宇賀喜久馬に知らされ、現場の土佐国井口村 (現:高知県高知市井口町) 永福寺門前へ行くとその場にいた2人を殺害した。この井口村刃傷事件で上士と下士の対立が起こったため、責任を取ってその日のうちに切腹した。享年不詳だが、若かったと伝えられている。

## 関連作品
- 『お〜い!竜馬』（原作：武田鉄矢、作画：小山ゆう、テレビアニメ版で演じた声優：高山みなみ）
- 『竜馬がゆく』（原作：司馬遼太郎、漫画：鈴ノ木ユウ）